# Nimbochromis venustus
Nimbochromis venustus es una especie de peces de la familia Cichlidae en el orden de los Perciformes.

## Morfología
Los machos pueden llegar alcanzar los 25 cm de longitud total. Suelen crecer hasta el año y medio, dependiendo del tamaño del tanque en el que se mantenga medirá desde los 17 cm hasta los 25. Este pez presenta dimorfismo sexual. En estado juvenil tienen el mismo patrón tanto machos como hembras, una coloración que se basa en un fondo blanco y amarillo con manchas de color verde oliva, este color en los machos se cambiara a un azul eléctrico en la cabeza un amarillo en todo el cuerpo y las aletas anal y ventral de color negro, los machos se pueden diferenciar de las hembras por las aletas anal y ventral que sonde forma puntiaguda y elongadas mientras que las de la hembra son redondas y acortadas, normalmente las del macho superan el pedúnculo caudal. La coloración azul de los macho no siempre es visible, los machos dominados adoptarán la coloración de las hembras para nos ser atacados por machos dominantes, la manera de sexar por coloración es apagar las luces del acuario y alumbrar con una linterna al individuo, solo si es macho se podrá apreciar un reflejo azul en las escamas del cuerpo.

## Distribución geográfica
Es  endémico del lago Malawi (África Oriental) encontrándose específicamente en las localidades de: Senga Bay, Zambiwe rock y Lwala Reef .

## Apareamiento
Son incubadores bocales, el macho fabricará un nido en la arena donde cortejará a la hembra mostrando todo su colorido y formando la posición "T" , que consiste que la hembra recoge los huevos con su boca mientras el macho expulsa el semen en la boca de la hembra, la hembra empezará a reproducirse con un tamaño de 10 centímetros y la puesta oscilará entre los 20 a 100 huevos dependiendo del tamaño. La hembra incubará los huevos durante 20 días en los que los alevines consumirán el saco vitelino al completo. Durante este periodo la hembra no se alimentará, una vez transcurridos los 20 días la hembra soltara a los alevines pero no será hasta el mes y medio que los abandonará al completo. Este proceso en cautividad se puede evitar retirando los huevos a la hembra e incubándolos en una "egg tumbler" debido a que la hembra consumirá todas las calorías almacenadas y esta se debilitará las crías tardan entre 8 meses a un año en obtener la madurez sexual.